# (8096) Émilezola
(8096) Émilezola ist ein Asteroid des Hauptgürtels, der am 20. Juli 1993 vom belgischen Astronomen Eric Walter Elst am La-Silla-Observatorium (IAU-Code 809) der Europäischen Südsternwarte in Chile entdeckt wurde.
Der Himmelskörper wurde nach dem französischen Schriftsteller und Journalisten Émile Zola (1840–1902) benannt, der als Leitfigur und Begründer der gesamteuropäischen literarischen Strömung des Naturalismus gilt.
Der Asteroid gehört zur Nysa-Gruppe, einer nach (44) Nysa benannten Gruppe von Asteroiden (auch Hertha-Familie genannt, nach (135) Hertha).